# Dradenau
Die Dradenau war ein Stromarm und eine Flussinsel der Elbe in Hamburg.

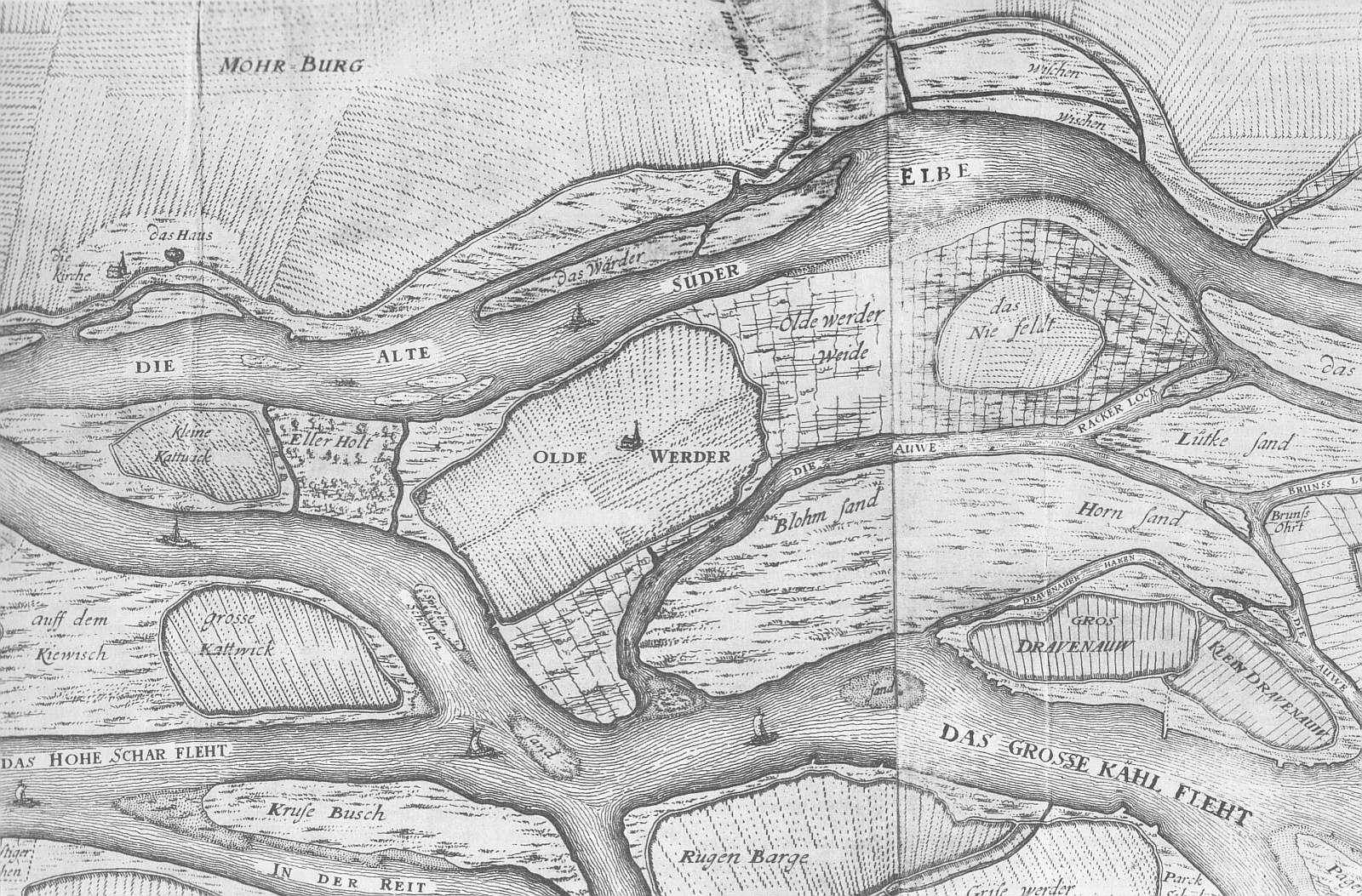
Der Dradenauer Haken und die Insel Dradenau in einer Elbkarte von 1702 (unten rechts). Norden ist in dieser Darstellung unten.

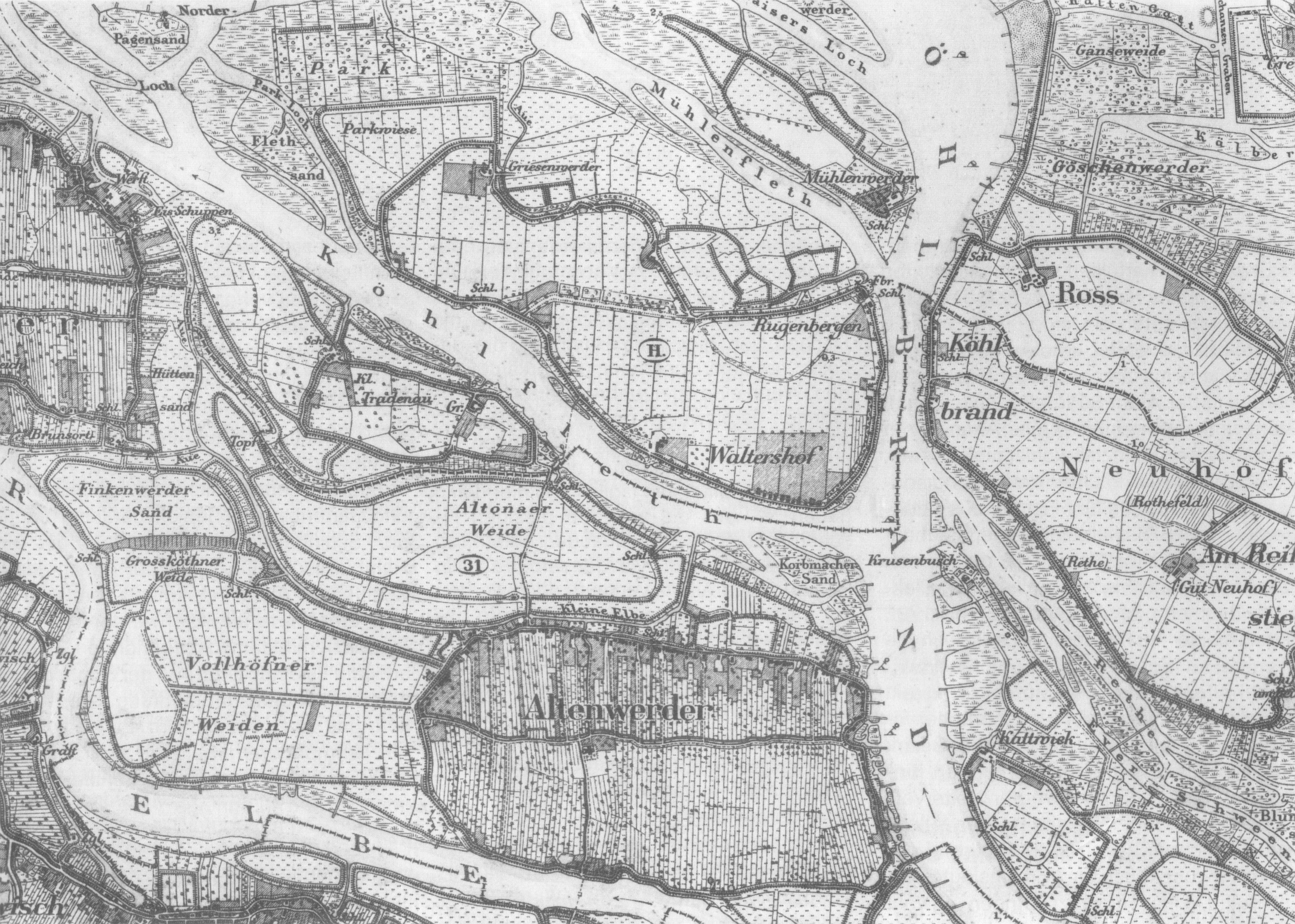
Klein und Groß Dradenau (hier: 'Tradenau') am noch nicht zugeschütteten Köhlfleet in einer Karte von 1878

Der Stromarm Dradenau (bedeutet „die schnelle Aue“) war ursprünglich ein Teil der noch heute existierenden Aue bei Finkenwerder, die sich durch Sturmfluten im 13. Jahrhundert ihren Lauf quer durch das zerstückelte Gorieswerder von der Süderelbe zur Norderelbe brach. Er bildete sich zu einem Stromarm der Elbe aus und trennte Finkenwerder von dem übrigen Gorieswerder. Zeitweise war er ein vielbefahrener Schifffahrtsweg. Er verlandete teilweise um 1800.
Die Elbinsel Dradenau, im 19. Jahrhundert auch „Tradenau“ geschrieben, hat den Namen von diesem Stromarm erhalten. Sie wurde vom Köhlfleet, der Aue und dem Dradenauer Haken umflossen und war in zwei Abschnitten eingedeicht, die als Klein- und Groß-Dradenau bezeichnet wurden. Die Insel Dradenau wurde 1445 von dem Grafen Otto von Holstein an Hamburg verkauft. Um 1840 war es Pachtgut mit zwei Pachthöfen und 66 Einwohnern. Im Rahmen der Hamburger Hafenerweiterungen wurde das Köhlfleet nördlich der Elbinsel Dradenau bis zum Köhlbrand zugeschüttet und die Dradenau dem Hafengebiet Hamburg-Waltershof zugefügt. Die Insel lag zwischen der heutigen Dradenaustraße und dem Dradenauhafen.
Auf der Dradenau betreibt die Stadt Hamburg u. a. ein Klärwerk, eine Windkraftanlage, eine unterirdische Wärmespeicher-Pilotanlage und baut derzeit ein Spitzenlast-Heizwerk, das mit Erdgas betrieben werden soll.